# 失業生
失業生（英語：Job Hunter / On Trial）是由霍耀良執導的1981年香港電影。由有「三劍俠」或「中環三太子」之稱的陳百強、張國榮和鍾保羅主演。

## 製作背景
陳百強、張國榮和鐘保羅的經理人譚國基聯同張權於1981年初創立了「創藝影業公司」，找來了新晉導演霍耀良，要求用陳百強、張國榮等年輕偶像拍一部愛情故事為題材的電影。霍想拍一部類似《桃李滿門》（To Sir With Love）的電影，所以便答應了譚國基的要求，這是他執導的第一部電影，他此前曾編導無綫電視劇《衝擊》及《豆芽夢》。
陳百強於當時1980年代初的歌壇紅透半邊天，張國榮剛在電影界冒起，而鍾保羅則在廣播界及司儀界嶄露頭角。
此片的女主角徐杰來自台灣，是台灣影后徐楓的親妹，她的粵語配音員是當時的香港電台第一台的DJ及播音員何錦華。何錦華之前曾擔任無線、佳視、電影及廣播劇配音員。
片中地鐵站的實景拍攝於金鐘地鐵站。
此片於1981年8月4日在利舞台戲院舉行慈善首影禮，為「撒瑪利亞防止自殺會」籌款。
此片於1981年8月26日正式上映，並於尖東海城舉行首映簽名會，其後總票房達到270萬港元；到了2017年被數碼高清修復再次上映，並於2018年推出藍光光碟。
陳百強主唱了電影中的主題曲《有了你》和三首插曲《太陽花》、《念親恩》及《幾分鐘的約會》。

## 故事
孔家寶（陳百強飾）、林志榮（張國榮飾）與家寶弟弟孔家輝（鍾保羅飾）本是中學好朋友，他們中學畢業後各自面對人生路做出截然不同的決定。
家寶熱愛音樂，幾經挫折後成功舉辦自己的演唱會。志榮家貧卻天生叛逆，經歷世間各種磨難；家輝本是玩世不恭，最後選擇了一條父母喜歡的道路。
此片有兩個結局版本：結局一是誤入歧途的志榮中了黑社會分子的圈套而被人亂刀砍死。結局二是志榮現身家寶的音樂會，與伴侶（鄺美寶飾）相擁說分手。電影上映時用的是第一個結局版本，後來推出的VCD影片光碟大部分亦是使用第一個結局版本，亦有少量使用第二個結局版本。2017年數碼高清修復及2018年推出的藍光光碟版是使用第二個結局版本。

## 主題曲及插曲
| 歌曲         | 主題曲/插曲 | 主唱   | 作曲   | 作詞   | 編曲        | 收錄專輯     |
| ------------ | ----------- | ------ | ------ | ------ | ----------- | ------------ |
| 有了你       | 主題曲      | 陳百強 | 鍾肇峰 | 鄭國江 | 鍾肇峰      | 有了你       |
| 太陽花       | 插曲        | 陳百強 | 陳百強 | 鄭國江 | 趙文海      | 有了你       |
| 念親恩       | 插曲        | 陳百強 | 楊繼興 | 楊繼興 | 趙文海      | 有了你       |
| 幾分鐘的約會 | 插曲        | 陳百強 | 陳德堅 | 鄭國江 | Dave Packer | 幾分鐘的約會 |

## 迴響
電影中有一幕戲是陳百強身穿白色校服，在新落成的高檔購物商場——中環「置地廣塲」（The Landmark）中使用白色鋼琴自彈自唱《有了你》一曲，此經典的「官仔骨骨」畫面給觀眾留下了非常深刻的印象，多年後不少看過此電影觀眾都對此一幕津津樂道。
這是徐杰在香港拍攝的第三部電影（首部電影為1980年上映的《名劍》，第二部為13日前上映的《兩小無知》）。關於徐杰在這部戲裡的表現，嘉禾前宣傳廣告部主管杜惠東曾如此形容：「清純秀美，前無古人，後也未必有來者。」

## 衍伸
2018年，周勵淇及袁偉豪在《100% Niki》節目中模仿1981年電影《失業生》中的場景及造型重新翻拍了一個《幾分鐘的約會2018版》音樂錄影帶。 

## 演員表
| 演員                        | 角色           | 粵語配音 | 關係                                                               |
| 陳百強                      | 孔家寶         | 張炳強   | 男主角，生長在中產家庭，經濟充裕，中學讀5B班，成績好，富音樂天分。 |
| 張國榮                      | 林志榮（榮少） | 鄧榮銾   | 家寶的同學，家貧，叛逆。                                           |
| 鍾保羅                      | 孔家輝 (Paul)  | 林保全   | 家寶的弟弟，原玩世不恭。                                           |
| 徐杰 （页面存档备份，存于） |                | 何錦華   | 女主角，家寶的女友。                                               |
| 鄺美寶                      | Mabel          |          | 榮少的女友                                                         |
| 黃愷欣                      |                |          |                                                                    |
| 唐菁                        |                |          |                                                                    |
| 蔣金                        |                |          |                                                                    |
| 梁珊                        |                |          |                                                                    |
| 劉少君                      |                |          |                                                                    |
| 車保羅                      |                |          | 同學                                                               |
| 張權                        |                |          | 黑幫頭目                                                           |
| 譚國基                      |                |          | 傳教士                                                             |
| 陳志賢                      |                |          |                                                                    |
| 趙雅芝                      | 趙雅芝         |          |                                                                    |
| 陸應康                      |                |          |                                                                    |
| 田自義                      |                |          | 警察。田藝名日本仔。                                               |
| 郭利民                      | 唱片公司高層   |          |                                                                    |

## 職員表
- 導演：霍耀良
- 監製：張權
- 編劇：海滴
- 出品人：譚國基
- 策劃：譚何翠嫣，張文小燕
- 作曲：鍾肇峯，陳百强，楊繼興
- 填詞：鄭國江
- 主唱：陳百強
- 音樂：陳勳奇，鍾肇峰
- 效果：吳國華
- 對白：丁羽，焦姣
- 剪接：黃志雄，鄧為鈺
- 沖印：綜合電影沖印公司
- 錄音：光藝錄音公司，光明錄音公司
- 製片：劉盛
- 後期製作：曾光展
- 助理製片：徐龍
- 武術指導：高飛
- 副導演：盧庭杰
- 場記：歐陽雄
- 道具：邱林
- 美術設計：莫國泉
- 服装設計：宏東尼蔡
- 服装：盧瑞蓮
- 化粧：張翁萍
- 劇照：陳浩然
- 劇務：馬文忠
- 場務：徐元雄
- 攝影：余均榮
- 燈光：張成東
- 攝影助手：陳振球
- 字幕：羅文
- 出品：創藝影業公司
- 攝製：大權電影製作公司
- 嗚謝：警察公共關係科，香港地下鐵公司，富城夜總會，蜜月婚紗攝影，大班廊，麗花髮型屋，成振公司，國興體育用品公司，高田恤，SU ZU YA，318 BOUTIQUE，SUPERGA運動服装，通利琴行，宜家傢俬公司，大發牌汽車，晶藝廣告公司，雄視錄音公司，荔園遊樂場，DOS-TACOS快餐店，“ICEE”GOOD FUN CO., LTD.，WEA唱片公司

## 另見
- 電影《喝采》(1980)
- 張國榮影視作品列表

## 外部連結
- 香港影庫上《失業生》的資料（繁體中文）
- 互联网电影数据库（IMDb）上《失業生》的资料（英文）